# Godzilla vs. Megaguirus
Godzilla vs. Megaguirus är en japansk film från 2000 regisserad av Masaaki Tezuka. Det är den tjugofjärde filmen om det klassiska filmmonstret Godzilla.

## Handling
Godzilla återvänder för att terrorisera Japan, men denna gång har japanerna två nya vapen att försvara sig med.

## Om filmen
Filmen hade världspremiär vid filmfestivalen i Tokyo den 3 december 2000, den har inte haft svensk premiär.

## Rollista (komplett)
- Misato Tanaka - Kiriko Tsujimori
- Shosuke Tanihara - Hajime Kudo
- Masatô Ibu - Motohiko Sugiura
- Yuriko Hoshi - Yoshino Yoshizawa
- Toshiyuki Nagashima - Takuji Miyagawa
- Tsutomu Kitagawa - Godzilla
- Minoru Watanabe - Megagirasu
- Kôichi Ueda - regeringsanställd
- Kôichi Yamadera - värd på barn-TV
- Yûsaku Yara - berättare

## Musik i filmen
- The Fury Of Godzilla av Akira Ifukube
- The Decision Of Godzilla av Akira Ifukube

## Utmärkelse
- 2003 - Asia-Pacific Film Festival - bästa klippning, Shinichi Fushima